# زينب بنت الحسن المثنى
زينب بنت الحسن المثنى هي ابنة الحسن المثنى من زوجته فاطمة بنت الحسين السبط وهي شقيقة كلاً من: عبد الله المحض، إبراهيم الغمر و الحسن المثلث
يذكر كتاب أبناء الإمام في مصر والشام ان زينب تزوجت من الوليد بن عبد الملك.

## روابط خارجية
صفحة زينب بنت الحسن على موقع فهرس.نت